# Сівяково
Сівя́ково (рос. Сивяково) — село у складі Читинського району Забайкальського краю, Росія. Адміністративний центр Сівяковського сільського поселення.

## Населення
Населення — 650 осіб (2010; 587 у 2002).
Національний склад (станом на 2002 рік):
- росіяни — 98 %